# Route nationale 825
Die Route nationale 825, kurz N 825 oder RN 825, war eine französische Nationalstraße, die von 1933 bis 1973 zwischen der Nationalstraße 824 östlich von Thiville und der Nationalstraße 722 südlich von Neung-sur-Beuvron verlief. Ihre Gesamtlänge betrug 70 Kilometer.